# Roncus cassolai
Roncus cassolai är en spindeldjursart som beskrevs av Beier 1974. Roncus cassolai ingår i släktet Roncus och familjen helplåtklokrypare. Inga underarter finns listade i Catalogue of Life.